# Aforados de Losa
Aforados de Losa es una entidad de población española del municipio de Junta de Traslaloma, perteneciente a la provincia de Burgos, en la comunidad autónoma de Castilla y León.

## Historia
Hacia mediados del siglo XIX, el lugar, por entonces con ayuntamiento propio, tenía contabilizada una población de 581 habitantes. Aparece descrito en el decimosegundo volumen del Diccionario geográfico, estadístico, histórico, biográfico, postal, municipal, marítimo y eclesiástico de España y sus posesiones de ultramar de Pablo Riera y Sans con las siguientes palabras:

AFORADOS DE LOSA. — Ayunt. formado por los l. de Momediano, Paresotas, Villalacre, Villaventin y un cas. La casa consistorial reside en el citado l. de Villalacre. Cuenta, segun el censo de 1877, con 581 hab. y 202 edif., de los que 1 está habitado temporalmente y 80 inhabitados.-Para las elecciones de diputados provinciales pertenece al dist. de Villasante y al de Villarcayo para las de Córtes.—Dióc. de Búrgos y arciprestazgo de Losa Menor. Como quiera que este ayunt. está formado por varias entidades, de las advocaciones y categorías de los curatos, hablaremos en sus lugares respectivos. Pertenece á la aud. de lo criminal de Búrgos.- Recibe la corr. por cn. de Bribiesca á Ramales, estacion y pt. de Medina de Pomar.-De fondos municipales se costean las escuelas necesarias para la enseñanza elemental.-Dada la circunstancia de estar este ayunt. formado por varias entidades, el que describimos no tiene pob. propiamente dicha, sin embargo, diremos que los edif. en general son sencillos y no hacen más que responder mejor ó peor á las neeesidades de sus moradores. El vecindario se halla perfectamente abastecido de aguas para todos los usos, celebrando cada localidad la fiesta principal el día de su santo Patrono.
(Riera y Sans, 1887, p. 30)

El municipio comprendía en su jurisdicción las localidades de Momediano, Paresotas, Villalacre y Villaventín. El municipio de Silanes desapareció de cara al censo de 1887, al incorporarse Momediano y Paresotas al de Junta de Oteo y Villalacre y Villaventín al de Junta de Traslaloma.

## Demografía
| Gráfica de evolución demográfica de Aforados de Losa entre 1842 y 1877 |
| |
| Población de derecho según los censos de población del INE. Población de hecho según los censos de población del INE.Entre el censo de 1887 y el anterior, este municipio desaparece porque se integra en el municipio Junta de Oteo y en Junta de Traslaloma. |